# Gustav von Bezold (konsthistoriker)
Gustav von Bezold, född 1848, död 1934, var en tysk konstvetare.
von Bezold var 1894-1920 verksam som chef för Germanisches Museum i Nürnberg, som under hans ledning växte till en första rangens konstinstitution. von Bezold utgav tillsammans med Georg Dehio det grundläggande arbetet Die kirchliche Baukunst des Abendlandes (2 band och 6 portföljer, 1884-1901), och medverkade i Die Kunstdenkmale des Königreichs Bayern (1892 ff.). Han har dessutom författat Die Baukunst der Renaissance in Deutschland, Holland, Belgien und Dänemark (1900, 2:a upplagan 1908).